# Albert de Magúncia
Albert de Magúncia (alemany: Albrecht von Brandenburg)  (Cölln, 28 de juny de 1490 - Martinsburg, 24 de setembre de 1545), conegut també com a Albert II de Brandenburg, Albert de Magúncia, Albert de Hohenzollern o com a Albert de Brandenburg i Magúncia, fou arquebisbe de Magdeburg i de Magúncia, príncep elector del Sacre Imperi i administrador de la diòcesi de Halberstadt. Juntament amb el seu germà major Joaquim, va ser co-marquès de Brandenburg. Va jugar un rol indirecte però decisiu en el ressorgiment de la reforma protestant pel fet haver iniciat una campanya de venda d'indulgències en els seus territoris. Va ser humanista, amic de les ciències i mecenes de les belles arts.

## Inicis
Va ser el segon fill home i el més jove dels set fills del príncep elector de Brandenburg Joan Ciceró i de Margarida de Saxònia. Juntament amb el seu germà va fundar el 1506 la Universitat de Frankfurt de l'Oder, on també va estudiar. En el mateix any va ingressar als ordes religiosos i va ser nomenat amb només 23 anys Arquebisbe de Magdeburg i administrador de la diòcesi de Halberstadt. En 1514 va ser nomenat Arquebisbe i príncep elector de Magúncia i en 1518 cardenal. Cal observar que tal acumulació de càrrecs era en principi contrària als costums i al dret canònic. Va regnar des de 1514 fins a la seva partida el 21 febrer 1541 de la seva residència a Moritzburg a Halle (Saale).
A efectes d'obtenir les dispenses necessàries per tal acumulació de càrrecs, va haver de pagar una elevada suma (24.000 ducats) al papa Lleó X, que li va ser avançada per la banca Fugger. Per facilitar-li el pagament del deute, el papa li va autoritzar la venda d'indulgències en els seus territoris, tasca que el príncep va encomanar al frare dominicà Johann Tetzel. Això va provocar la indignació de Martí Luter, que va publicar arran d'aquests successos "Les 95 Tesis" que van iniciar l'anomenada reforma protestant.
Albert, tot i les simpaties que tenia pels humanistes i per Ulrich von Hutten, a qui havia convocat a la seva cort, es va oposar des d'un començament sense ambigüitat contra Luter. Va propiciar l'organització d'un concili per discutir una reforma de l'Església. Al començament, Luter pensava que podia comptar amb el seu suport, però a poc a poc va haver de rendir a l'evidència que no era possible arribar a cap compromís.
El 1530 Albert va fer a Augsburg un solemne crida a la pau i a la unió per a la defensa contra els turcs. En 1534 conjuntament amb Jordi de Saxònia va fer d'intermediari entre els prínceps protestants i el rei Ferran I per a l'acord de Kadan a Bohèmia. En 1538, però, va donar suport a l'emperador Carles V en les seves lluites contra la Lliga d'Esmalcalda. Aquesta decisió i la discutible execució de Hans von Schönitz per raons sentimentals li van valer una severa reprovació de Luter.
Crònicament endeutat, Albert va negociar amb els seus súbdits protestants l'atorgament de la llibertat religiosa contra el pagament de 500.000 ducats.

## Vida familiar

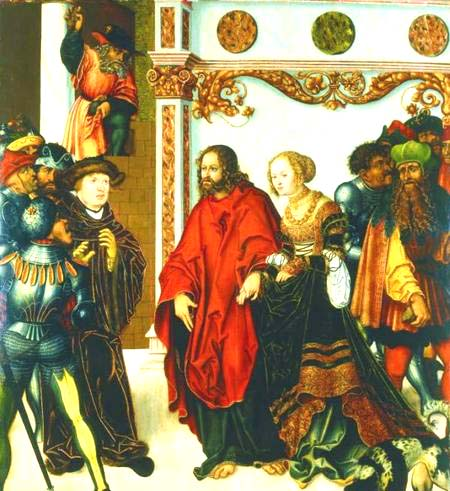
Crist i la dona adúltera, amb Albert de Brandenburg i Úrsula Redinger com a models. Oli de Lucas Cranach, 1520.

Pel que fa a les amants d'Albert, existeixen en la literatura diferents versions. Algunes li atribueixen nombroses concubines, altres investigacions en canvi sostenen que solament va mantenir dues unions de tipus marital successives, la primera amb Isabel "Leys" Schütz, la segona amb Agnes Strauß, vídua de Pless, originària de Frankfurt, amb qui va viure obertament en concubinat, i una tercera relació més episòdica amb Úrsula Redinger.
Amb Leys va tenir una filla anomenada Anna, a qui va casar amb el seu secretari Joachim Kirchner. Després va tenir un altre fill anomenat Alberto. Quant a Agnes Strauß, que era una diligent i reeixida dama de negocis, la va nomenar regent d'un convent de beguines que va crear a la regió de Schöntal a Aschaffenburg. Molt menys clara és la història de la relació que hauria mantingut amb una misteriosa cantant italiana, que també hauria concedit els seus favors a Hans von Schönitz, un col·laborador del príncep, qui va ordenar l'execució d'aquest últim per causa d'aquestes amabilitats.
Albert no encobria la seva vida amorosa. Ja fóra amb Leys o amb Ursula Redinger, va posar en repetides oportunitats per a Lucas Cranach. Un quadre representa a la seva amant com la dona adúltera de l'Evangeli segons Sant Joan. El mateix Albert està representat com el personatge que en la multitud, a diferència dels altres que es disposen a lapidar la pecadora, estén les seves mans obertes. Dos quadres de Lucas Cranach mostren a Albert i a la seva amant com Sant Martí i Santa Úrsula, respectivament.
Albert va ser a més padrí de baptisme de Maurici de Saxònia, que va ser educat en la residència del príncep a la ciutat actualment anomenada Moritzburg a Halle (Saxònia-Anhalt).

## El seu rol com a mecenes de les belles arts
Albert va ser un admirador de les ciències i de les belles arts, que va sostenir decididament. Va fer construir la famosa "Marienkirke" (Església de Santa Maria) i després la catedral de Trobi. Per a la decoració de la catedral, va atorgar a Lucas Cranach un contracte per a 16 altars i 142 imatges, que havien de ser duts a terme durant cinc anys. Aquest va ser el més gran encàrrec de pintures de tota la història de l'art alemany. També va encarregar la realització de l'altar d'Erasme-Maurici a Matthias Grünewald i va contractar a Hans Baldung Grien. Halle va aconseguir una elevada reputació en matèria artística gràcies a l'obra d'Albert. S'hi troben els més significatius cementiris renaixentistes d'Europa, el Palau de Moritzburg, que va anomenar així en honor de Sant Maurici, el Sant Patró del seu Bisbat. No va poder dur a terme, com ho desitjava, la fundació d'una Universitat confessional.
Albert concebia el seu rol de mecenes de les arts com una activitat agradable a Déu i convenient per a la salut espiritual. Va finançar aquests treballs amb el producte de les vendes d'indulgències.

## El final
Cap al 1541 Albert estava ja greument malalt, fins al punt que ja no podia assumir personalment les seves tasques oficials, on es feia representar per mandataris. Crònicament endeutat, s'enfrontava amb greus problemes financers, ja que havia dilapidat les seves reserves.
En 1545 es va mudar d'Aschaffenburg a Magúncia, on els canonges - argumentant raons financeres - es van negar a lliurar-li la seva dieta anual de 8.000 ducats. Albert va fer diferents propostes sobre els mitjans per obtenir tal suma, però van ser rebutjades. Finalment, davant la gravetat de la situació, els capitulars flexibilitzaren la seva posició sota la condició que no contragués en el futur més deutes i que fes modificacions testamentàries a favor seu.
El Príncep va efectuar les modificacions testamentàries sol·licitades i extenuat, empobrit i deixant darrere seu un deute de proporcions gegantines, va morir l'endemà, el 24 de setembre de 1545. Les seves restes reposen a la catedral de Magúncia.